# Thunderbolt
Thunderbolt je rychlé rozhraní pro připojení periférií k počítači. Byl vytvořen firmou Intel ve spolupráci s firmou Apple, první produkty byly uvedeny 24. února 2011 pod názvem Light Peak. Thunderbolt kombinuje PCI Express (PCIe) a DisplayPort (DP) do dvou sériových signálů v jednom kabelu společně se stejnosměrným nápájením. Přes jeden konektor lze obsloužit až šest zařízení. Thunderbolt 1 a 2 používá stejný konektor jako Mini DisplayPort (MDP), zatímco Thunderbolt 3 a 4 používá USB-C konektor z USB standardu.

## Charakteristika
Thunderbolt je rychlé hardwarové rozhraní, které umožňuje připojit k počítači zařízení (periferie) přes rozšiřující sběrnici. Thunderbolt byl vyvinut společností Intel pod projektovým označením Light Peak a přiveden na trh s technickou spoluprací firmy Apple. Komerčně byl představen v rámci inovace řady Apple MacBook Pro dne 24. února 2011, používá stejný port a konektor jako Mini DisplayPort. Thunderbolt byl registrovanou značkou firmy Apple, všechna práva však byla převedena na společnost Intel.
Thunderbolt spojuje PCI-Express a DisplayPort do sériového datového rozhraní, které může být provedeno za použití delších a levnějších kabelů. Řídící čipy Thunderboltu slučují data z těchto dvou zdrojů dohromady a rozdělují je zase zpátky ke zpracování v rámci zařízení, které tato data obdrží. Tento systém je zpětně kompatibilní s existujícím hardware DisplayPortu.
Rozhraní bylo původně určeno k tomu, aby běželo na fyzické optické vrstvě využívající komponenty a flexibilní optické kabely vyvinuté partnery společnosti Intel a v Intel's Silicon Photonics Lab. Tato technologie Intelu byla v té době na trhu pod názvem Light Peak, dnes (2011) označována jako Silicon Photonics Link. Nicméně se ukázalo, že konvenční měděné vodiče mohou poskytovat požadovaný výkon přenosu 10 Gbit/s pásma Thunderbolt na jeden kanál za nižší cenu. Pozdější verze Thunderboltu jsou stále plánovány k představení jakožto fyzická optická vrstva založena na technologii Intel Silicon Photonics.
Intelo-applovská realizace portu adaptéru integrující PCI Express data a data DisplayPortu umožňuje jejich přenos po stejném kabelu současně. Jeden port Thunderbolt umožňuje připojení hubů nebo sériové zapojení až sedmi zařízení Thunderbolt, přičemž až dvě z těchto zařízení mohou být displeje ve vysokém rozlišení používající DisplayPort.
Firma Apple prodává stávající adaptéry DisplayPort pro DVI, dual-link DVI, HDMI a VGA výstup z portu Thunderbolt, což ukazuje na širokou kompatibilitu.

## Historie

### Představení
Intel představil Light Peak v roce 2009 na Intel Developer Foru (IDF), za použití základní desky z Mac Pro pro rozběhnutí dvou 1080p video streamů plus LAN a zařízení pro ukládání dat, to vše přes jediný 30 metrů dlouhý optický kabel s modifikovaným USB zakončením. Systém byl řízen prototypem PCI Express karty s dvěma optickými sběrnicemi pohánějícími čtyři porty. Při této prezentaci Intel tvrdil, že systémy vybavené Light Peakem se mohou objevit již v roce 2010. Intel současně zveřejnil na YouTube video, kde ukazoval propojení HD kamer, notebooků, dokovacích stanic a HD monitoru pomocí Light Peaku. Jason Ziller, ředitel Intel Optical I/O Program Office také demonstroval vnitřní součásti této technologie pod mikroskopem a vystupující data pomocí osciloskopu.
Dne 4. května 2010 v Bruselu Intel demonstroval laptop s konektorem Light Peak, což znamená, že se technologie zmenšila natolik, aby se vešla dovnitř takovéhoto zařízení a laptop měl odesílat současně dva HD video streamy a to naznačuje, že přinejmenším část software/firmware zásobníků a protokolů byla již funkční. Na stejné demonstraci Intel oficiálně řekl, že očekává započetí výroby tohoto hardware okolo konce roku 2010.
V září 2010 byly od výrobců předvedeny na Intel Developer Foru 2010 některé rané komerční prototypy.

### Měď vs. optika
Původně koncipovaný jako optická technologie, Thunderbolt přešel k elektrickému připojení kvůli snížení nákladů a napájení až 10W pro připojená zařízení.
V roce 2009 Intel oficiálně sdělil, že společnost pracovala na sdružení optického vlákna s měděným vodičem tak, aby Light Peak mohl být použit k napájení zařízení připojených k PC. V roce 2010 Intel uvedl, že původním záměrem bylo mít jedinou spojovací technologii, která by umožnila elektrické USB 3.0 a kombinované USB 3.0 nebo 4.0 při použití stejnosměrného proudu.
V lednu 2011 řekl ComputerWorldu David Perlmutter z Intelu, že první implementace rozhraní Thunderbolt by měla být založena na měděných vodičích. „S mědí nám to vyšlo velmi dobře, až překvapivě lépe, než jsme doufali“, řekl.
Intel a průmysloví partneři stále vyvíjejí optickou variantu hardwaru Thunderboltu a kabelů. Optické kabely mohou dosahovat délky až desítek metrů, ale nebude dostupné napájení, alespoň ne z počátku. K dispozici jsou dva 62,8 mikronů široká vlákna pro přenos infračerveného signálu až na vzdálenost 100 metrů. Převod elektrického signálu na optický bude zabudován přímo do samotného kabelu, který umožňuje současně DisplayPort socket pro budoucí kompatibilitu, ale Intel nakonec doufá v čistě optický transceiver nainstalovaný přímo do PC.

### Uvedení na trh

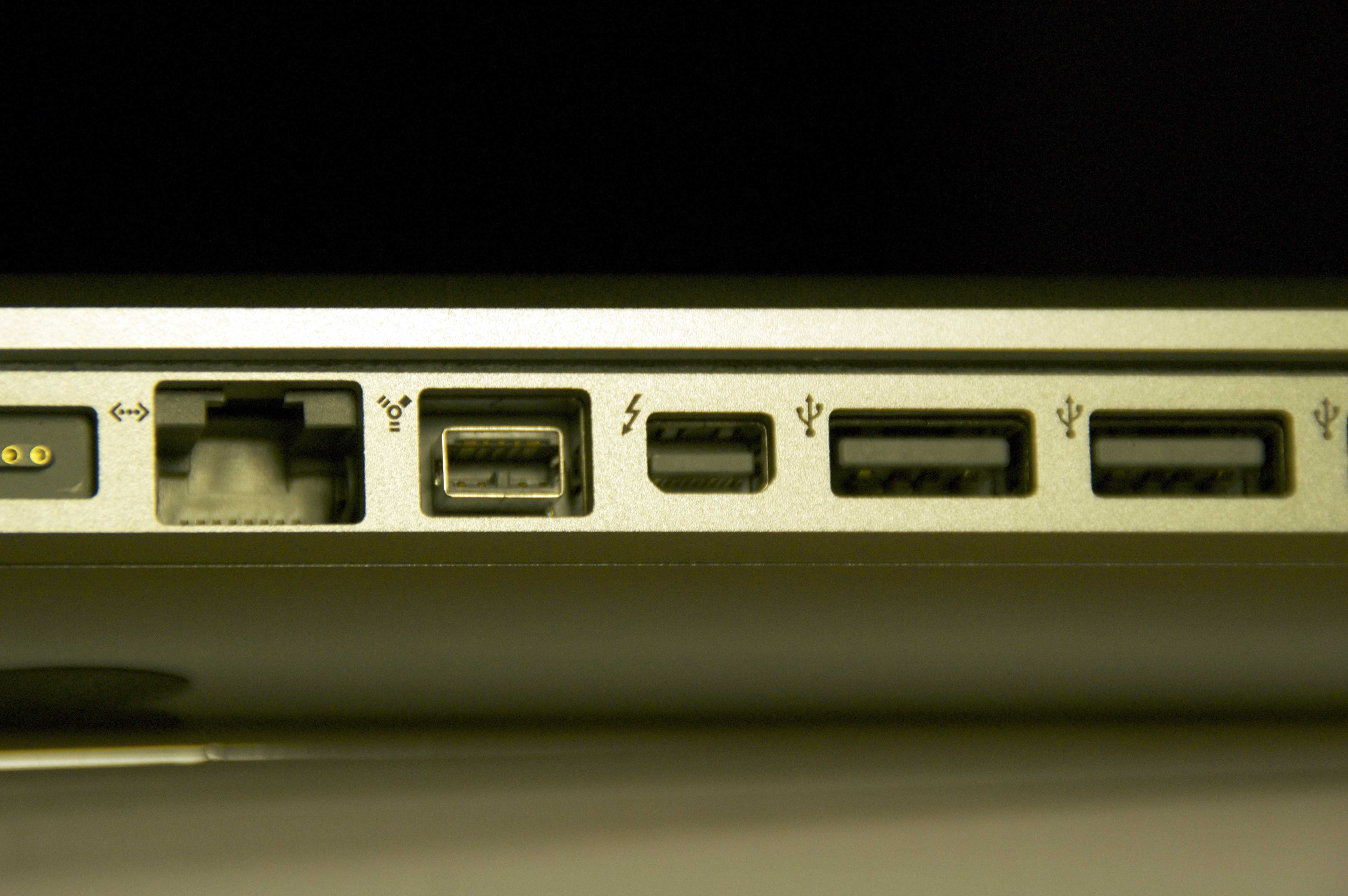
Macbook Pro Thunderbolt Interface (označeno bleskem)

Dlouho se proslýchalo, že na počátku roku 2011 by měla aktualizace MacBook Pro zahrnovat nějaký nový datový port a většina spekulací naznačovala, že by to měl být Light Peak. V té době neexistovaly žádné údaje o fyzické realizaci a makety znázorňující systém podobný tomu dříve Intelem prezentovanému, používající kombinované USB/Light Peak port. Krátce před vydáním nových strojů, USB Implements Forum (USB-IF) oznámilo, že nedovolí tvrdit, že USB nebylo otevřeno změnám v tomto směru.
I přes tyto připomínky a spekulace, představení tohoto přišlo jako velké překvapení, když se ukázalo, že port byl založen na DisplayPortu, ne na USB. Jakmile byl systém popsán, Intelovské řešení problematiky připojení displeje bylo jasné: ovladače Thunderboltu skládají dohromady data ze stávajícího DisplayPort systému s daty z PCI Express portu do jediného kabelu. Starší displeje využívající DisplayPort 1.1 nebo dřívější musí být umístěny na konci řetězce Thunderbolt zařízení, ale novější displeje mohou být umístěny kdekoliv, tak jako přímo samotná Thunderbolt zařízení. V tomto ohledu má Thunderbolt spojitost se starším ACCESS.bus systémem, který používá konektor pro podporu nízkorychlostní sběrnice.
Apple publikoval technické informace vysvětlující, že na jeden Thunderbolt port je podporováno až šest sériově řetězených periferních zařízení a že display by měl ležet na konci celého řetězce.
Apple
- MacBook Pro (24. únor 2011)
- iMac (3. květen 2011)
- MacBook Air (20. červenec 2011)
- Mac Mini (20. červenec 2011)
- Mac Pro (18. prosince 2013)

Sony
- Vaio Z21 (N/A)

V únoru 2011 Apple představil novou řadu laptopů MacBook Pro a oznámil, že obchodní jméno technologie bude Thunderbolt a tyto stroje budou první, jež tuto novou technologii I/O rozhraní budou zahrnovat.
V květnu 2011 Apple oznámil novou řadu iMac, která obsahuje rozhraní Thunderbolt.
Thunderbolt port je na novém Mac ve stejném místě jako ostatní porty, má podobné fyzické rozměry i pin out tak jako starší konektor Mini DisplayPort. Primární vizuální rozlišení Thunderboltu u Mac je symbol blesku namísto symbolu DisplayPortu, hned vedle zdířky portu.
Standard DisplayPortu je částečně kompatibilní s Thunderboltem, konektor má kompatibilní fyzické rysy podobné Mini DispleyPort konektoru. Mód „Cílového displeje“ na iMac vyžaduje Thunderbolt kabel pro přijetí video signálu z jiného počítače s Thunderbolt rozhraním. Monitory využívající Mini DisplayPort fungují jako externí monitory bez použití adaptéru správně, pokud jsou jediné nebo poslední zařízení v řetězci zařízení propojených přes Thunderbolt.
Intel oznámil, že developer kit bude uvolněn ve druhém čtvrtletí roku 2011 a zároveň výrobci hardware pro vývoj dali najevo, že přidají podporu pro testování a vývoj Thunderbolt zařízení. Developer kit nebyl doposud dostupný, tak jako 21. července 2011, kdy Intel řekl, že zainteresované strany by měly ještě chvíli setrvat a o dostupnosti se informovat později.

## Popis

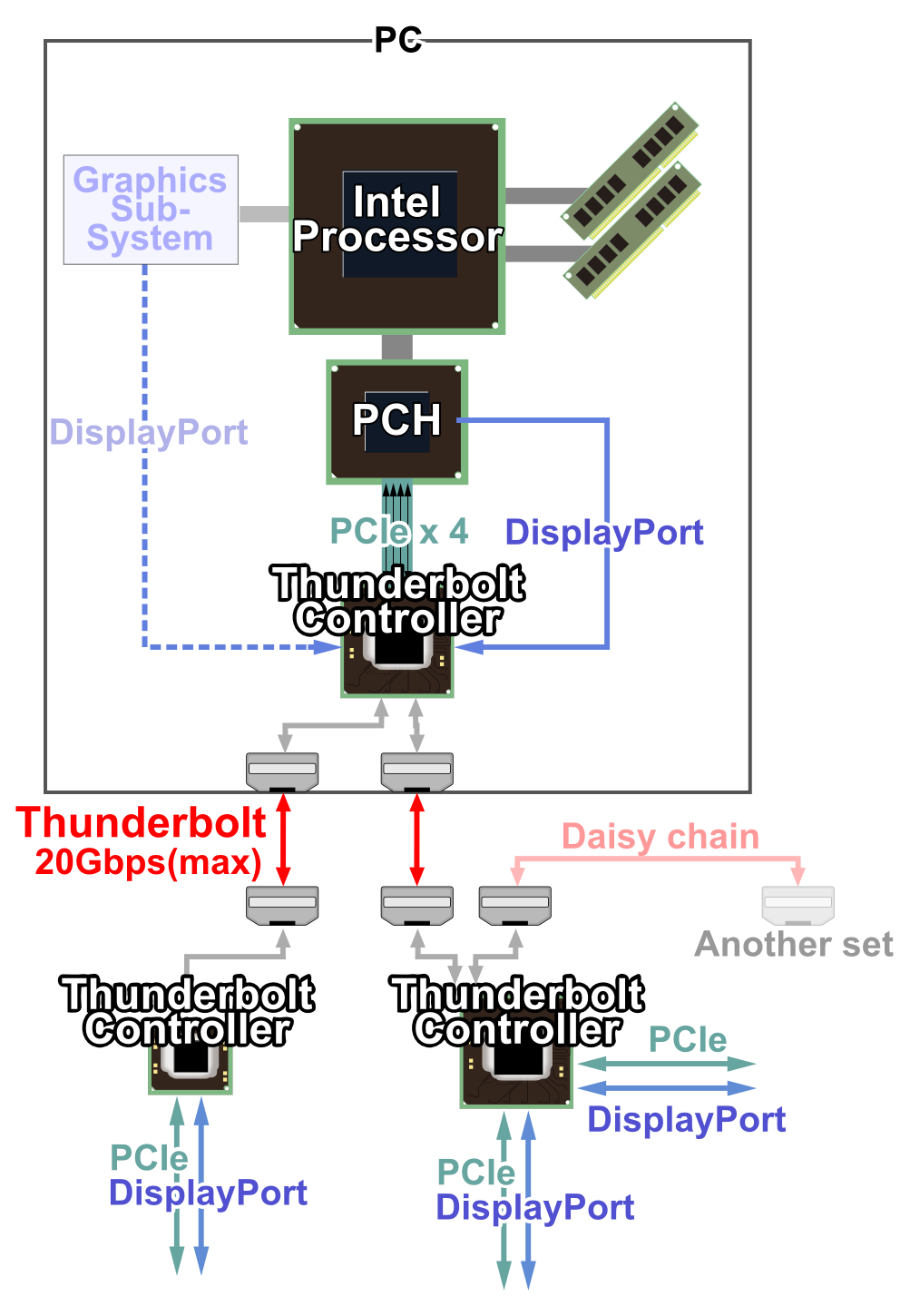
Thunderbolt linková spojení
Intel bude poskytovat dva typy Thunderbolt řadičů, dvouportový typ a jednoportový typ. Obojí, periferie i počítače, musí obsahovat řadič.

Thunderbolt je založen na konektoru Mini DisplayPortu, který byl vyvinut konsorciem výrobců a vývojářů VESA. Po elektrické stránce je shodný s “normálními” DisplayPort konektory, ale používá menší konektor, který je vhodný pro použití u laptopů a dalších spotřebních zařízení. U tohoto použití Thunderbolt konektoru se očekává většího přijetí. Protože sběrnice PCIe nepřenáší video data, je nejasné, zda samotná PCIe karta bude moct nabídnout Thunderbolt port.
Instrukce od Intelu, týkající se technologie Thunderboltu, nedávají jednoznačnou odpověď. Intel zveřejnil dokumentaci, kde je video stream odeslán dual-Thunderbolt řadiči s video streamem, který je poslán pouze do jednoho s Thunderbolt portů, což dává předpoklad k tomu, že při Thunderbolt implementaci není video stream nutný.
Thunderbolt může být implementován do PCIe grafických karet, které mají přístup k datům DisplayPortu a mají PCI express nebo na základní desce nových zařízení jako je MacBook Pro.
Thunderbolt řadiče hostitelských zařízení a periferií provedou multiplex dat z PCIe a DisplayPortu do paketů pro transportní vrstvu a v místě určení provedou zpět demultiplex dat.
Thunderbolt je interoperabilní se zařízeními, které jsou kompatibilní s DisplayPortem 1.2. Když jsou připojeny zařízení kompatibilní s DisplayPortem, Thunderbolt port může poskytnout nativní DisplayPort signál se čtyřmi cestami výstupu dat, ne více než 5,4 Gbit/s na jednu takovouto cestu. Když je připojen k Thunderbolt zařízení, přenosová rychlost každé cesty bude 10 Gbit/s, čtyři cesty jsou nastaveny jako dva obousměrné kanály, každý s rychlostí 10 Gbit/s složený z jedné cesty pro vstup a jedné pro výstup.

### Zabezpečení
Vzhledem k tomu, že Thunderbolt rozšiřuje PCI Express sběrnici, což je hlavní rozšiřující sběrnice v současných systémech, umožňuje nízkoúrovňový přístup k systému. PCI zařízení potřebuje mít neomezený přístup do paměti a tak může být ohroženo zabezpečení. Tento problém existuje u mnoha vysokorychlostních rozšiřujících sběrnic, včetně PC Card, ExpressCard a IEEE 1394 rozhraní, běžně známé jako FireWire.
Za zmínku stojí, že řada procesorů Intel od zavedení mikroarchitektury Nehalem (tedy CPU jádra značky Core i5, Core i7 a novější) podporuje VT-d, zavedení IOMMU. To umožňuje operačnímu systému (OS) izolovat zařízení ve svém vlastním virtuálním adresovém prostoru paměti (obdobným způsobem jakožto izolací procesů od sebe pomocí MMU). Zařízením je tak zabráněno v přístupu k veškeré fyzické paměti.

## Cena
Jak bylo uvedeno v červenci 2011, první dva metry Thunderbolt kabelu od Apple stojí v USA 49.00 dolarů. Jakožto aktivní kabel, obsahuje obvody uvnitř konektorů. Kabel má pět vodičů, jeden pro řízení a dva jednosměrné páry, jeden pro příchozí a druhý pro odchozí komunikaci.